# Kurt Gustav Wilckens
Kurt Gustav Wilckens (né le 3 novembre 1886 à Bad Bramstedt en province du Schleswig-Holstein et mort assassiné en prison le 15 juin 1923 à Buenos Aires en Argentine) est un militant anarchiste, pacifiste tolstoïen, antialcoolique, végétarien et syndicaliste libertaire.
En Argentine, il est connu pour avoir assassiné le lieutenant-colonel Héctor Benigno Varela (es), le chef militaire chargé de la répression brutale (massacre de 1500 travailleurs en grève) du soulèvement ouvrier anarcho-syndicaliste dénommé Patagonie rebelle entre 1920 et 1921 dans la province de Santa Cruz en Patagonie argentine.

## Biographie
D'abord mineur en Silésie, il émigre aux États-Unis à 24 ans où il retrouve la mine en Arizona.
Devenu anarchiste et membre du syndicat Industrial Workers of the World, il anime une grève en 1916.
Arrêté, il est interné dans un camp de prisonniers allemands, mais s'en évade.
Repris en 1920, il est expulsé vers l'Allemagne, d'où il repart cette fois pour l'Argentine.
Il y arrive le 29 septembre 1920 et trouve du travail comme ouvrier agricole, puis comme docker.
Le 12 mai 1921, à Buenos-Aires, alors qu'il fréquente le local anarchiste, il est victime de la manipulation d'un policier qui tente de le faire expulser d'Argentine, et ne retrouve la liberté qu'après 4 mois de prison.

## Patagonie rebelle

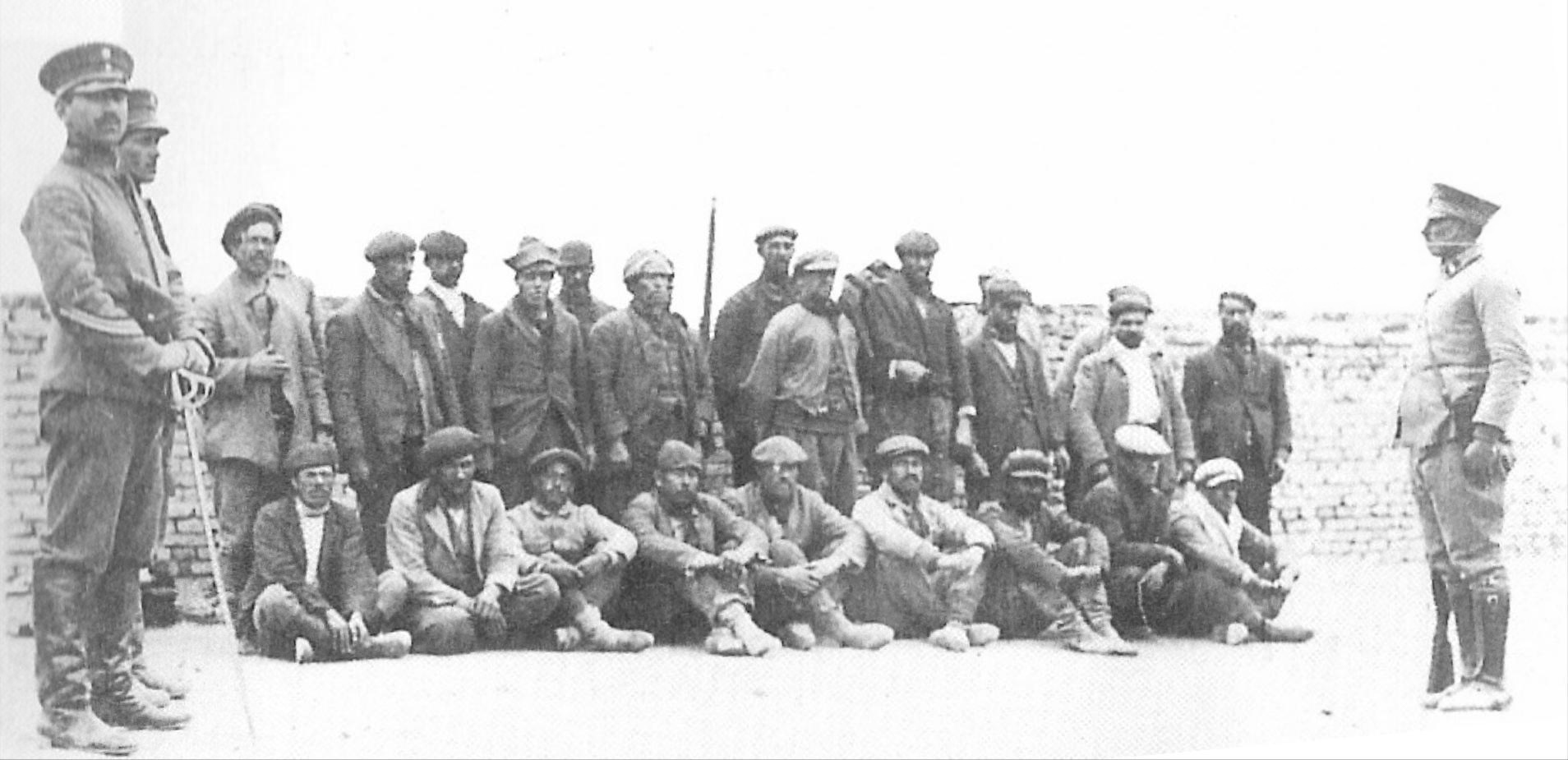
Ouvriers détenus après la répression et en attente d’être identifiés (1921).

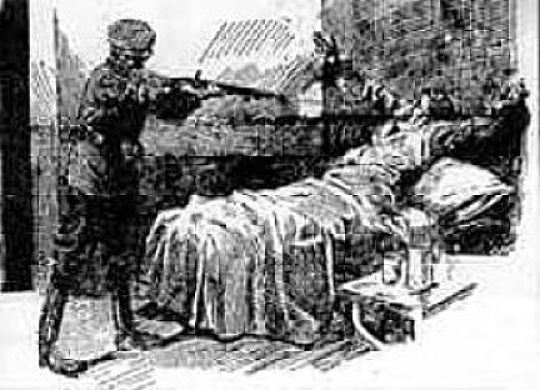
L'assassinat de Wilckens par Pérez Millán (Crítica, 1923).

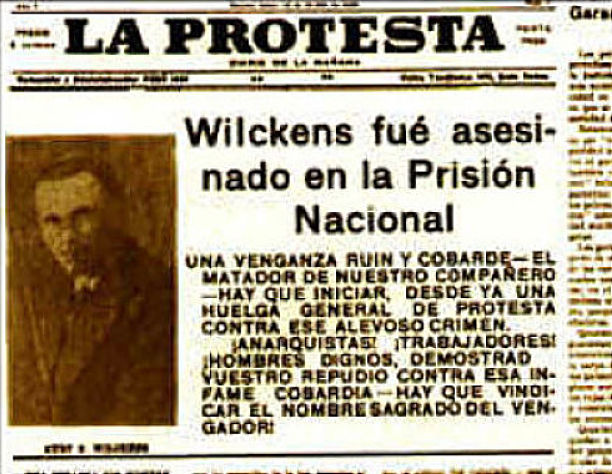
Manchette de La Protesta après l'assassinat de Kurt Wilckens (1923).

Selon les sources, le 25 ou 27 janvier 1923, révolté par l'assassinat des 1 500 ouvriers agricoles grévistes en Patagonie rebelle, il décide de frapper Héctor Benigno Varela (es), responsable de la répression militaire.
À plusieurs reprises déjà, il a été sur le point de l’assassiner, mais chaque fois Varela est accompagné de ses filles ou d’autres personnes, ce qui le dissuade d’exécuter l’attentat. Ce jour-là, Varela sort sans accompagnement et Wilckens l’attend à quelques mètres de l’entrée de son domicile dans le quartier de Palermo à Buenos Aires. Le voyant sortir, il lui lance une bombe aux pieds, qui blesse Varela, puis tire, de son révolver Colt, quatre coups de feu, c'est-à-dire le nombre de balles par lequel Varela avait coutume d’ordonner qu’on exécute ses victimes. Wilckens tente ensuite de s’enfuir, mais un éclat de la bombe lui a fracturé le péroné, lui rendant la fuite impossible. Une fois détenu par la police, il déclare : « Celui-là ne tuera plus personne. J’ai vengé mes frères ».
Kurt Wilckens, sans expérience en matière d’attentats ni dans le maniement des explosifs, affirme que son geste est une action entièrement individuelle, bien que l’on suppose qu’il a reçu l’aide d’autres anarchistes. Le geste de Wilckens est salué par l’ensemble du mouvement libertaire d’Argentine, et le retentissement de son acte atteint jusqu’à l’Allemagne et les États-Unis, pays dans lequel il avait résidé.
Les procureurs requirent contre Wilckens une peine d’emprisonnement de 17 ans. En prison, il se rétablit de sa blessure et, par son caractère docile, parvint à se faire estimer de ses codétenus et des gardiens, recevant de nombreuses visites et de la lecture. Des journalistes vinrent l’interroger et il rédige quelques articles pour le compte de revues anarchistes.

« Ce ne fut pas une vengeance ; ce que je voyais en Varela, ce n’était pas l’insignifiant officier. Non, en Patagonie, il était tout : gouvernement, juge, bourreau et fossoyeur. À travers lui, j’ai tenté de blesser l’idole mise à nu d’un système criminel. Mais la vengeance est indigne d’un anarchiste ! Les lendemains, nos lendemains, n’affirment ni querelles, ni crimes, ni mensonges ; ils affirment la vie, l’amour, les sciences ; œuvrons à hâter l’avènement de ce jour. »

— Kurt Wilckens, lettre du 21 mai 1923.
Le 15 juin, Wilckens est assassiné dans sa cellule, pendant son sommeil, d’une balle qui lui traversa le poumon gauche, par Pérez Millán Témperley membre de la Ligue patriotique argentine et gardien de prison. Wilckens succombe le lendemain. Son assassin déclara après son arrestation : « J’ai été le subalterne et un parent du commandant Varela. Je viens de venger sa mort ». Le journal Crítica vend ce jour-là plus d’un demi-million d’exemplaires, et l’événement suscite l’indignation des anarchistes et des organisations ouvrières. La Fédération ouvrière régionale argentine appela à un arrêt de travail général de protestation, et une manifestation convoquée sur la place Once se solda par deux morts, 17 blessés et 163 détentions côté manifestants, et par un officier mort et trois policiers blessés du côté des forces de l’ordre. L’Union syndicale argentine, anciennement FORA du IXe siècle, appuya l’arrêt de travail, mais leva bientôt l’appel à la grève.

## Commentaire
Selon l'historien argentin Osvaldo Bayer : « Ce fut l’indignation face à la répression infâme de l’armée argentine – qui avait pris l’habitude de faire creuser leurs tombes à ceux qu’elle allait fusiller – qui arma le bras vengeur de Wilckens, un anarchiste non violent. »

## Article
- (es) Osvaldo Bayer, Sí, matar al tirano, Página/12, 12 mars 2011, lire en ligne.

## Notices
- L'Éphéméride anarchiste : notice biographique.
- (en) Libcom : notice biographique.
- (ca) Anarco Efemerides : notice biographique.
- (es) A-infos : notice biographique.

## Audiovisuel
- (es) Frieder Wagner, El vindicador, 43 minutes.